# NGC 2179
NGC 2179 (również PGC 18453) – galaktyka spiralna z poprzeczką (SB0-a), znajdująca się w gwiazdozbiorze Zająca. Odkrył ją John Herschel 21 listopada 1835 roku.